# The Night Game
The Night Game ist eine US-amerikanische Band, die vor allem Musik im Alternative-Rock- und New-Wave-Bereich macht.

## Geschichte

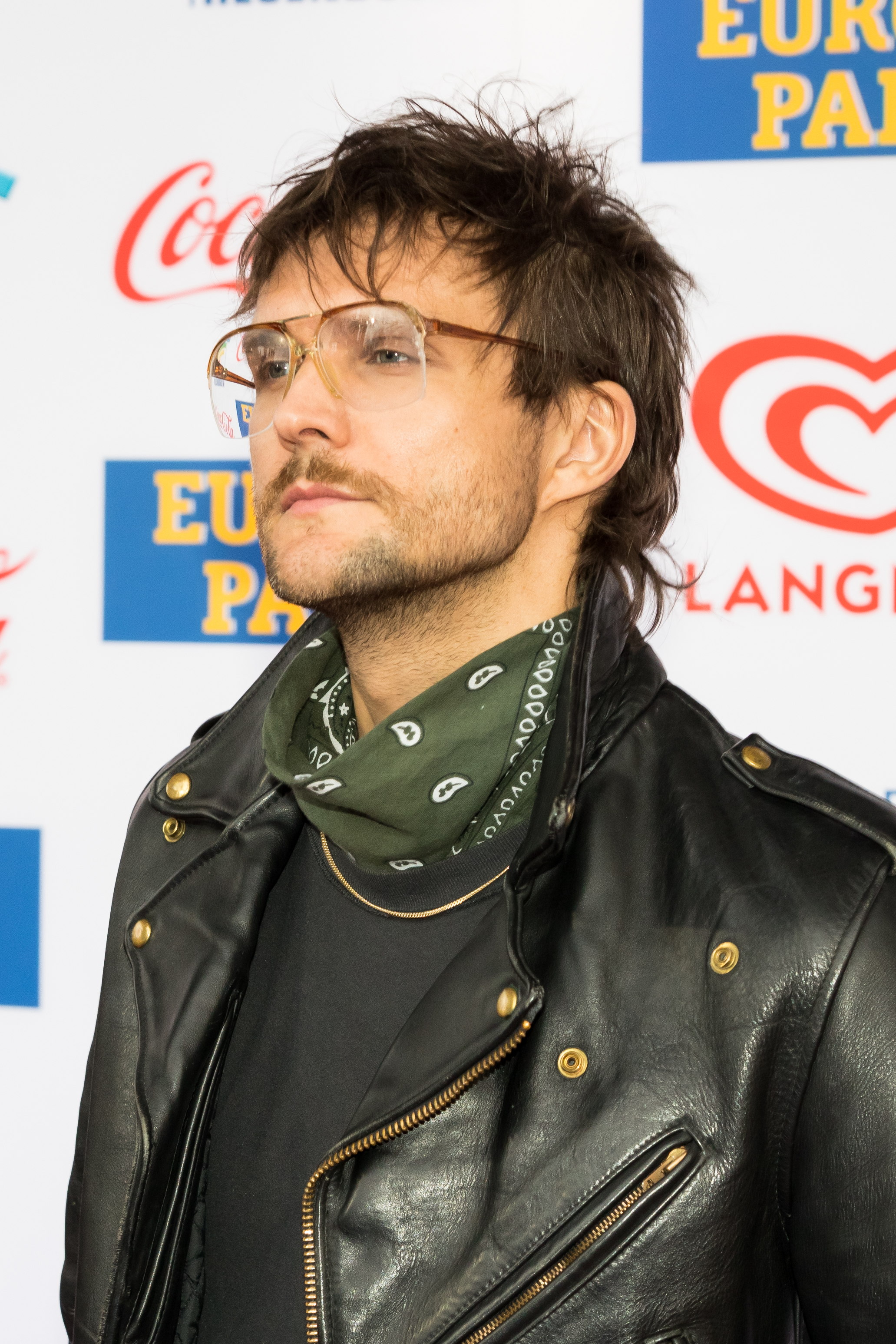
Martin Johnson von The Night Game beim Radio Regenbogen Award 2019

Die Band wurde im Jahre 2016 vom Singer-Songwriter und Musikproduzenten Martin Johnson gegründet. Johnson zeigte sich bis zu diesem Zeitpunkt bereits für die Texte zahlreicher Songs international bekannter Künstler verantwortlich und wirkte nebenbei auch selbst seit 2005 in der Pop-Rock-Band Boys Like Girls mit. Aufgrund seiner Tätigkeit für internationale Topkünstler agierte er zumeist im Hintergrund und befand sich in einer Karrierekrise, da er die Energie, die er in jüngeren Jahren durch Auftritte und das eigene Performen gefühlt hatte, vermisste. Nach der Gründung verbrachte The Night Game Zeit mit Songwriting und trat nebenbei in kleineren Konzerten in der Clubszene, jedoch zumindest immer nur im kleinen Rahmen auf. Dabei trat die Band, die durch den australischen Künstler Kirin J Callinan ergänzt wurde, zumeist unter dem Eigennamen Impossible Color auf. Des Weiteren wurde Johnson auch noch von anderen Musikern bei Live-Auftritten unterstützt. Am 12. April 2017 erschien die Debüt-Single der Band; diese trug den Titel The Outfield. Erstmals erschien der Song im Billboard, wobei Johnson in einem Interview mit dem Unternehmen über die Single und die Anfänge seines neuen Projektes sprach. Der australische Musikproduzent François Tétaz unterstützte die Band beim Schreiben, der Aufnahme und der Produktion von The Outfield und stellte die Band dem belgisch-australischen Musiker Gotye vor. Dieser steuerte unter anderem bei dieser ersten Single den Hintergrundgesang bei. Binnen zwei Wochen nach der Veröffentlichung von The Outfield wurde der Song vom mehrfachen Grammy-Preisträger John Mayer via Spotify entdeckt. Mayer hörte sich den Song an, kontaktierte kurz darauf die Band und engagierte sie als Vorgruppe für die Hälfte seiner Sommer-Konzerte.
Nachdem The Night Game das Angebot Mayers akzeptierte, vermarktete die Band dies als The First Tour und trat 30 Mal als Vorgruppe von John Mayer auf dessen The Search for Everything World Tour auf. Daraufhin folgten im Juli und August 2017 auch noch eigene Konzertauftritte. Während der Tour spielte die Band bei jedem Konzert ein komplettes Set mit Songs, obwohl sie zu diesem Zeitpunkt lediglich eine einzige Single, die für die Öffentlichkeit bestimmt war, herausgegeben hatte. In der Folge legte eine Vielzahl neuer Zuhörer mehr Aufmerksamkeit auf die Band und fragte nach weiteren Titeln der Gruppe. Dies wurde auch durch den Anstieg an Followern der Band in den sozialen Medien gefördert. Nach der ersten Tour offenbarte Johnson weitere Arbeiten. Am 22. August 2017 erschien das Musikvideo zu The Outfield, bei dem der britische Musiker Dev Hynes als Regisseur in Erscheinung trat. Knapp zwei Monate später erschien am 20. Oktober 2017 die Single Kids in Love aus dem gleichnamigen Album des norwegischen DJs Kygo, einer Zusammenarbeit zwischen Kygo und The Night Game. Eine eigene Bandversion des Songs erschien daraufhin am 2. Februar 2018. Gegen Ende des Jahres 2017 folgte den ersten Erfolgen mit The Outfield ein neuer Song mit einem weiteren Musikvideo; Once in a Lifetime erschien am 16. November 2017. Als Regisseur des Musikvideos trat der Fotograf und Kameramann der Band, Michael Hili, in Erscheinung.
Bereits im Januar 2018 verkündete Johnson in den sozialen Medien, dass die Band mit der neuen American Nights Tour ins Frühjahr starten würde; unterstützt von den Gastmusikern The Band Camino. Die Tour mit 16 verschiedenen Terminen führt die The Night Game quer durch die Vereinigten Staaten mit Debütauftritten am Innings Music Festival, am Shaky Knees Music Festival, beim BottleRock Napa Valley und am Firefly Music Festival. Am 19. Januar 2018 stieg die Single Once in a Lifetime in die österreichischen Singlecharts ein und verweilt in diesen seit mittlerweile (Stand: 9. März 2018) acht Wochen. Bereits mit Kids in Love von Kygo feat. The Night Game & Maja Francis schaffte die Band Anfang November 2017 den Sprung in die österreichischen Charts, verblieb dort jedoch nur für eine Woche und fiel dann wieder aus dem Ranking. Am 23. Februar 2018 veröffentlichte The Night Game die vierte Studio-Single. Diese trägt den Titel Bad Girls Don’t Cry. Die Veröffentlichung eines Debüt-Albums erfolgte ebenfalls im Jahr 2018. Das Erscheinen der Band in der deutschen Seifenoper Gute Zeiten, schlechte Zeiten am 18. Juni 2018 machte die Band in einer breiteren Öffentlichkeit im deutschen Sprachraum auch abseits sozialer Medien und der einschlägigen Musikszene bekannt.
Ab Frühjahr 2020 veröffentlichte Johnson nach und nach neue Songs des kommenden Studioalbums Dog Years auf diversen Streamingplattformen. Diese kündigte er auf sozialen Plattformen an. Am 5. März 2021 erscheint das Album dann in Gänze.

## Diskografie

### Studioalben
- 2018: The Night Game
- 2021: Dog Years

### Singles als Leadmusiker
- 2017: The Outfield
- 2017: Once in a Lifetime
- 2018: Kids in Love
- 2018: Bad Girls Don’t Cry
- 2018: American Nights
- 2019: The Photograph
- 2020: Magic Trick
- 2020: One Phonecall
- 2020: I Feel Like Dancing
- 2020: Postcard from the City of Angels
- 2020: Companion
- 2021: Beautiful Stranger

### Singles als Gastmusiker
- 2017: Kids in Love (Kygo feat. The Night Game & Maja Francis)
- 2021: Na ihr wisst schon (Revolverheld feat. The Night Game)

## Auszeichnungen
- Radio Regenbogen Award
  - 2019: in der Kategorie Newcomer International 2018